# Guy Martinolle
Guy Martinolle (ur. 1 sierpnia 1951 roku) – francuski kierowca wyścigowy.

## Kariera
Martinolle rozpoczął karierę w międzynarodowych wyścigach samochodowych w 1996 roku od startów w Global GT Championship. Z dorobkiem pięćdziesięciu punktów uplasował się na 36 pozycji w klasyfikacji generalnej. W tym samym roku zwyciężył w klasie GT2 24-godzinnego wyścigu Le Mans. późniejszych latach Francuz pojawiał się także w stawce FIA GT Championship oraz French GT Championship.